# František Konvička
František Konvička (nacido el 11 de agosto de 1939 en Okrisky, Checoslovaquia) es un exjugador checo de baloncesto. Consiguió 3 medallas en competiciones internacionales con Checoslovaquia.